# Royal Rumble (2014)
Royal Rumble 2014 fue la vigesimoséptima edición de Royal Rumble, un evento pago por visión de lucha libre profesional, producido por la WWE. Tuvo lugar el 26 de enero de 2014 desde el Consol Energy Center en Pittsburgh, Pensilvania. El tema oficial del evento fue "We Own It" de 2 Chainz y Wiz Khalifa.
El evento fue notable por la abrumadoramente negativa respuesta de la multitud durante la lucha entre Randy Orton y John Cena por el Campeonato Mundial Peso Pesado de la WWE, así como hacia el final y después de la lucha Royal Rumble, cuando los fanes abuchearon al ganador Batista y corearon repetidamente por Daniel Bryan (quien había competido temprano esa misma noche y no estuvo involucrado en el evento principal). Los aficionados (incluyendo el luchador retirado Mick Foley) luego expresaron su descontento sobre medios de comunicación social, y dicha reacción al evento fue cubierta por muchos medios importantes. El evento también marcó la última aparición en la lucha libre de CM Punk, quien abandonó la WWE al día siguiente a pesar de estar aún bajo contrato y posteriormente indicó que se había retirado de la lucha libre profesional, hasta 2021 cuando debutó con All Elite Wrestling, para luego regresar a WWE 9 años después.

## Argumento
Como es tradición en este evento anual, la lucha principal es el Royal Rumble Match - una Battle Royal con los luchadores entrando en intervalos de 90 segundos. 20 luchadores fueron anunciados oficialmente para la lucha donde el ganador recibiría un combate por el Campeonato Mundial Peso Pesado de la WWE en WrestleMania XXX, dejando 10 lugares como sorpresa. En el episodio final de Raw antes de Royal Rumble el 20 de enero, Batista volvió a la WWE tras una ausencia de casi cuatro años, y el Royal Rumble Match estaba programado para ser su primera lucha de vuelta. En el mismo episodio, el director de Operaciones Kane anunció que CM Punk sería el primer participante en el encuentro. Los restantes 18 luchadores anunciados fueron Alberto Del Rio, Rey Mysterio, los Campeones en Parejas Goldust y Cody Rhodes; el Campeón Intercontinental Big E Langston, Kofi Kingston, The Miz, R-Truth, Xavier Woods (quien finalmente no participó), Fandango, el Campeón de los Estados Unidos Dean Ambrose y sus compañeros de The Shield Seth Rollins y Roman Reigns; Luke Harper, Erick Rowan, Damien Sandow y The Usos (Jimmy Uso & Jey Uso); Bad News Barrett fue originalmente anunciado pero posteriormente eliminado de los anuncios.
Otro lucha altamente promocionada contó con el Campeón Mundial Peso Pesado de la WWE Randy Orton defendiendo el título contra su viejo adversario John Cena. En TLC en diciembre de 2013, el campeón de la WWE Orton derrotó a Campeonato Mundial Peso Pesado Cena para unificar los títulos y convertirse en el primer Campeón Mundial Peso Pesado de la WWE. En el episodio del 30 de diciembre de Raw, Cena recibió una revancha por el título contra Orton en Royal Rumble, con la estipulación de que la lucha sólo se podría ganar por pinfall o sumisión. En el episodio del 13 de enero de Raw, Orton sufrió una derrota sorpresiva ante Kofi Kingston y sacó sus frustraciones atacando al padre de Cena, quien estuvo presente en el evento en el ringside.
En el episodio del 6 de enero de Raw, Brock Lesnar eludió el ataque de Mark Henry y luego fue atacado por Big Show. En el episodio del 10 de enero de SmackDown, Big Show emitió un reto a Lesnar, con el mánager de Lesnar Paul Heyman aceptando en nombre de Lesnar y programando la lucha para el evento Royal Rumble.
Anunciado en WWE.com, Goldust & Cody Rhodes se enfrentaron a The New Age Outlaws (Road Dogg & Billy Gunn) por el Campeonato en Parejas de la WWE en el Royal Rumble Kickoff Show anterior al evento. Esta lucha fue pactada cuando The New Age Outlaws derrotaron a Cody Rhodes & Goldust en un combate no titular en el episodio del 17 de enero de SmackDown debido a una distracción de Vickie Guerrero.
El episodio 20 de enero de Raw, fue anunciado que Daniel Bryan enfrentaría a Bray Wyatt en Royal Rumble. Bryan y The Wyatt Family habían estado en un feudo desde octubre de 2013. En el episodio del 30 de diciembre de 2013 de Raw, un Bryan aparentemente vencido anunció que se uniría a The Wyatt Family. Sin embargo, en el episodio del 13 de enero de 2014 de Raw, después de que Bryan y Bray Wyatt fueron derrotados por The Usos en un Steel Cage Match, Bryan traicionó a Wyatt y lo atacó, culminando con Bryan aplicándole un «Running Knee» a Wyatt. La semana siguiente en Raw Bryan explicó que su unión a los Wyatts fue un ardid para infiltrarse en el stable y esperar su momento para atacar, y que él lucharía contra Wyatt en el evento Royal Rumble.

## Resultados
- Kick-Off: The New Age Outlaws (Road Dogg & Billy Gunn) derrotaron a Cody Rhodes & Goldust, ganando el Campeonato en Parejas de la WWE. (6:40)[4]
  - Gunn cubrió a Rhodes después de un «Famouser».
  - Esta lucha fue transmitida en vivo en Yahoo!, Facebook, YouTube y WWE.com media hora antes del evento.
- Bray Wyatt (con Luke Harper & Erick Rowan) derrotó a Daniel Bryan. (21:30)[5]
  - Wyatt cubrió a Bryan después de un «Sister Abigail».
  - Durante la lucha, Harper & Rowan interfirieron a favor de Wyatt y el árbitro los echó del ring.
- Brock Lesnar (con Paul Heyman) derrotó a The Big Show. (02:02)[6]
  - Lesnar cubrió a Show después de un «F-5».
  - Antes de la lucha, Lesnar atacó a Show con una silla.
  - Después de la lucha, Lesnar siguió atacando a Show con una silla.
- Randy Orton derroto a John Cena reteniendo el Campeonato Mundial  Peso Pesado de la WWE (20:54)
  - Orton cubrió a Cena después de un «RKO».
  - Originalmente, Orton se rindió con un «STF» de Cena, pero el árbitro no lo vio.
  - Durante la lucha, The Wyatt Family interfirió distrayendo a Cena.
  - Después de la lucha, Bray Wyatt atacó a Cena con un Sister Abigail.
- Batista ganó el Royal Rumble 2014. (55:10)
  - Batista eliminó finalmente a Roman Reigns, ganando la lucha.
  - Esta fue la última lucha de CM Punk en la WWE hasta su regreso en 2023.
  - Reigns superó a Kane en el récord de más eliminaciones en un Royal Rumble Match, con 12. Esto hasta 2020.

## Royal Rumble: entradas y eliminaciones

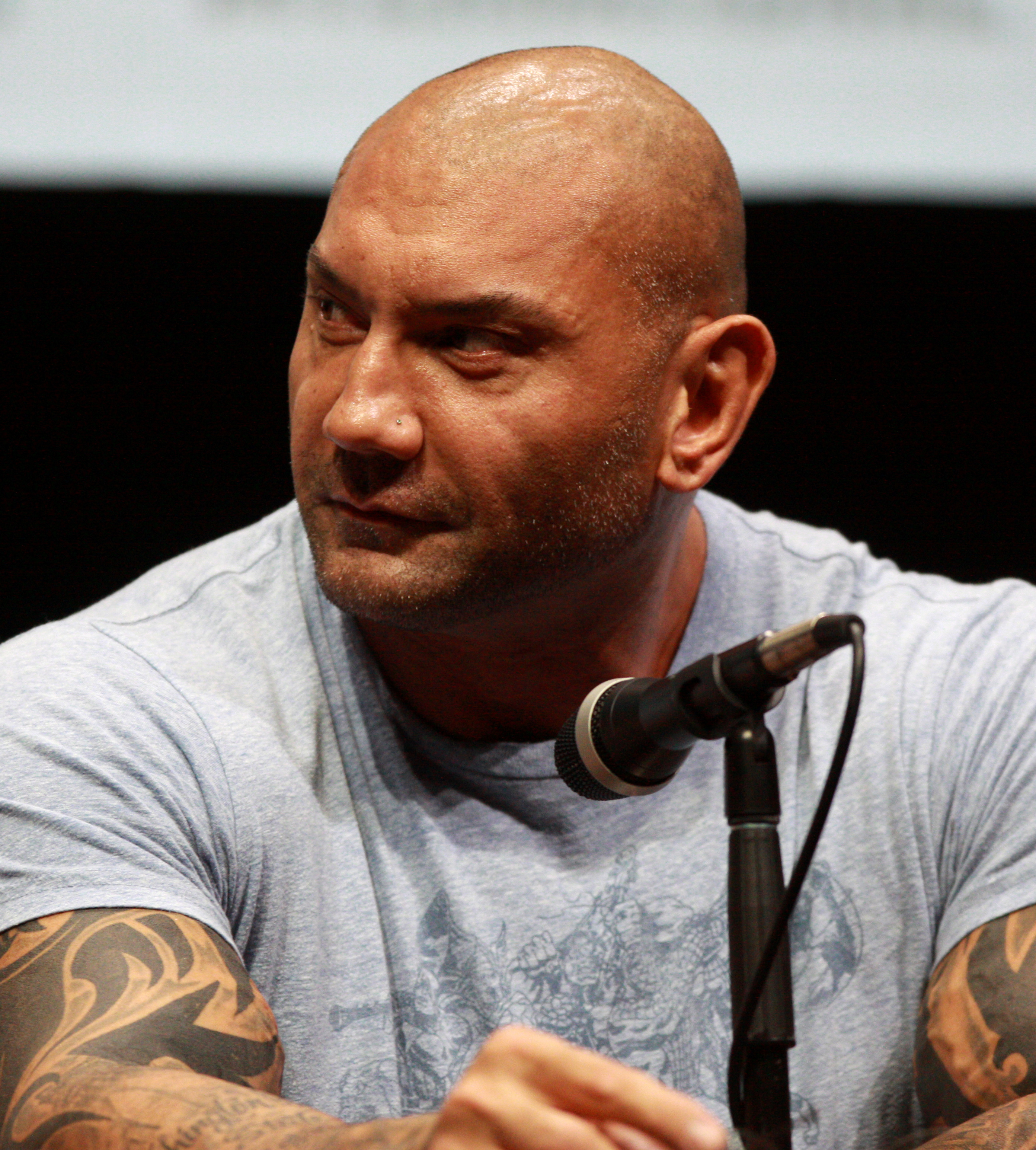
Batista, ganador del Royal Rumble 2014.

El color gris ██ indica las superestrellas en modo Alumni, o que no pertenecen a ninguna marca, amarillo ██ indica la superestrella de NXT. Cada participante entraba en intervalos de 90 segundos.
| Entradas | Entradas                 | Eliminado por | Eliminado por                    | Elim. | Tiempo |
| -------- | ------------------------ | ------------- | -------------------------------- | ----- | ------ |
| 1        | CM Punk                  | 27            | Kane                             | 3     | 49:11  |
| 2        | Seth Rollins             | 25            | Reigns                           | 3     | 48:37  |
| 3        | Damien Sandow            | 1             | Punk                             | 0     | 02:17  |
| 4        | Cody Rhodes              | 11            | Goldust                          | 1     | 21:01  |
| 5        | Kane                     | 2             | Punk                             | 1     | 01:10  |
| 6        | Alexander Rusev          | 3             | Punk, Rollins, Rhodes & Kingston | 0     | 07:06  |
| 7        | Jack Swagger             | 6             | Nash                             | 0     | 12:24  |
| 8        | Kofi Kingston            | 7             | Reigns                           | 1     | 12:42  |
| 9        | Jimmy Uso                | 5             | Ambrose                          | 0     | 07:53  |
| 10       | Goldust                  | 12            | Reigns                           | 1     | 12:00  |
| 11       | Dean Ambrose             | 26            | Reigns                           | 3     | 33:41  |
| 12       | Dolph Ziggler            | 8             | Reigns                           | 0     | 06:09  |
| 13       | R-Truth                  | 4             | Ambrose                          | 0     | 00:28  |
| 14       | Kevin Nash               | 9             | Reigns                           | 1     | 02:36  |
| 15       | Roman Reigns             | 29            | Batista                          | 12    | 33:51  |
| 16       | The Great Khali          | 10            | Rollins, Ambrose & Reigns        | 0     | 00:53  |
| 17       | Sheamus                  | 28            | Reigns                           | 1     | 28:22  |
| 18       | The Miz                  | 16            | Harper                           | 0     | 12:09  |
| 19       | Fandango                 | 13            | El Torito                        | 0     | 03:02  |
| 20       | El Torito                | 14            | Reigns                           | 1     | 01:49  |
| 21       | Antonio Cesaro           | 24            | Reigns                           | 0     | 17:16  |
| 22       | Luke Harper              | 23            | Reigns                           | 2     | 15:21  |
| 23       | Jey Uso                  | 17            | Harper                           | 0     | 04:32  |
| 24       | John "Bradshaw" Layfield | 15            | Reigns                           | 0     | 00:49  |
| 25       | Erick Rowan              | 18            | Batista                          | 0     | 05:05  |
| 26       | Ryback                   | 19            | Batista                          | 0     | 04:01  |
| 27       | Alberto Del Rio          | 20            | Batista                          | 0     | 07:00  |
| 28       | Batista                  | –             | Ganador                          | 4     | 14:34  |
| 29       | Big E Langston           | 21            | Sheamus                          | 0     | 02:49  |
| 30       | Rey Mysterio             | 22            | Rollins                          | 0     | 02:10  |

1. ↑  Kane ya se encontraba eliminado cuando regresó a eliminar a CM Punk más tarde en la lucha.

## Recepción
La reacción negativa de los fans que asistieron al evento en Pittsburgh fue tan grande que se informó como una de las principales noticias al salir del show, lo que fue descrito como la audiencia en vivo «tomando el control» de las últimas dos horas del show. Durante el combate por el título entre John Cena y Randy Orton, los aficionados abuchearon a los dos hombres y corearon por Daniel Bryan, entre otras consignas tales como «this is awful» («esto es terrible»). Los fans siguieron coreando por Bryan durante el Royal Rumble Match y cuando Rey Mysterio (típicamente un face) se reveló como el participante final (y por lo tanto la eventual participación de Bryan en la lucha fue descartada) los aficionados abuchearon a Mysterio, corearon por Bryan y vitorearon la eventual eliminación de Mysterio. La multitud siguió abucheando cuando había tres luchadores en la lucha, pero cuando sólo quedaron Batista y Roman Reigns, animaron a Reigns (un heel en aquel entonces) sobre Batista y posteriormente abuchearon la victoria de Batista cuando el evento llegó a su fin. Después de que el show salió del aire, Batista (quien había sido presentado en el aire como un personaje heroico) se burló de Bryan e hizo un gesto con su dedo medio a la multitud. Aaron Oster de The Baltimore Sun escribió que Mysterio «recibió más abucheos que ha tenido en toda su carrera en la WWE» y en el caso de Batista, «además del hecho de que un supuesto face estaba siendo abucheado, los abucheos fueron más fuertes que cualquier ganador del Rumble que puedo recordar, incluso cuando Mr. McMahon ganó en 1999».
Los fanes llevaron a los servicios de redes sociales su descontento hacia el evento. La BBC informó que con respecto a la exclusión de Bryan de la Rumble Match, «muchas personas también han expresado su enojo en los medios sociales, con las frases #RoyalRumble, #WWE y Daniel Bryan todas siendo tendencia en Twitter». El Herald & Review describió la reacción ante el evento como «la pesadilla de la WWE», con los comentarios que recibieron más «me gusta» en la página de Facebook de la WWE dentro de las 24 horas del evento incluyendo «worst PPV ever» («el peor PPV jamás hecho»), «the sound of WWE dropping the ball» («el sonido de la WWE dejando caer el balón») y en referencia al WWE Network, «no Bryan, no buy» («no hay Bryan, no hay compra»). El luchador retirado Mick Foley criticó la gestión de la WWE en los medios sociales, declarando: «¿La WWE realmente odia a su propia audiencia? Nunca estuve tan disgustado de un PPV».
Dale Plummer y Nick Tylwalk de Canoe.ca calificaron el evento globalmente con un 6.0 de 10. La lucha Wyatt-Bryan fue la calificada más alta con un «fantástico» 9.5 de 10, la lucha Cena-Orton, descrita como un «asunto descuidado que no será recordado entre los mejores trabajos de cualquiera de los dos» recibió 4.0 de 10, mientras que el encuentro Lesnar-Big Show recibió 1.0 de 10. Describieron el evento como «irregular» y que «la desaprobación de los fans en el Consol Energy Center en cómo resultó el Royal Rumble Match será el recuerdo imborrable para cualquier persona que vio el show».
James Caldwell del Professional Wrestling Torch calificó el Royal Rumble Match con 2.5 estrellas sobre 5, comentando que «bueno, les salió el tiro por la culata». Él escribió que el «Rumble alcanzó su apogeo aproximadamente a las tres cuartas partes, luego se cayó al final» y describió al ganador del Rumble Batista como «fuera de forma». Caldwell también puntuó la lucha Bryan-Wyatt con 4.0 estrellas de 5, describiéndola como «fácilmente la mejor lucha de Bray en televisión de la WWE, gran química de ambos luchadores» frente a una multitud «invertida». Caldwell decidió no calificar la lucha Lesnar-Show, comentando que fue necesariamente breve debido a que Show estaba lesionado entrando en la lucha. Por último, Caldwell puntuó la lucha Orton-Cena con 2.0 estrellas de 5.
Benjamin Tucker, quien asistió al evento y es también del Professional Wrestling Torch, calificó el evento con un 6.0 de 10, diciendo que «el espectáculo empezó genial pero poco a poco perdió vapor antes de terminar en un rugido de abucheos». Para el Royal Rumble Match, Tucker dijo que «los primeros dos tercios fueron especialmente emocionantes, con varios luchadores resaltando bien», «hasta que los luchadores de nivel inferior salieron en la mitad final de la lucha». Tucker consideró que «Roman Reigns era la estrella de la lucha, incluso superando a Batista. Mientras Batista tropezaba alrededor del ring como... bueno, un viejo luchador retirado, Roman Reigns parecía un monstruo absoluto». Para la lucha inaugural, Tucker sintió que el «ritmo deliberado no perjudicó la lucha en lo más mínimo. En cambio, permitió a Bray a seguir usando su personaje mientras estaba en una situación competitiva». Para el resto de las luchas, Tucker escribió que «Lesnar parecía una bestia implacable», mientras que «Orton y Cena dieron el rendimiento más sin vida que alguna vez hayan dado juntos. Había muy poca historia en la lucha» y «no había creatividad en absoluto».

## Consecuencias
Luego del evento Royal Rumble, CM Punk no apareció en el Raw después de Royal Rumble. A pesar de ser anunciado para las grabaciones de SmackDown el martes, él no estuvo allí tampoco. El miércoles, WWE.com dejó de promocionar a Punk para futuros eventos. El Wrestling Observer informó que Punk legítimamente había dejado el evento de Raw el lunes después de decirle a Vince McMahon y a Triple H que se «iba a casa». El 20 de febrero, Vince McMahon le dijo a inversionistas que Punk estaba «tomando un sabático». Sin embargo, en una entrevista publicada a finales de mayo, Punk indicó que se había retirado; cuando se le preguntó «Cómo se siente estar retirado a los 35 años?», él respondió que «se siente bien». El contrato de Punk con la WWE posteriormente expiró en julio de 2014, haciendo al Royal Rumble su aparición final en pantalla.
En noviembre de 2014, Punk reveló en una entrevista que en realidad fue despedido por incumplimiento de su contrato, recibiendo su nota de despido en el día de su boda con AJ Lee. También reveló que dijo a Vince McMahon y a Triple H sobre su frustración sobre Daniel Bryan no estando en el evento principal de WrestleMania, que si sucedió con Bryan ganando el Campeonato Mundial Peso Pesado de la WWE. Punk posteriormente firmó un contrato para competir en la UFC en 2015.
El episodio del 27 de enero de Raw (el día después de Royal Rumble) se inició con Triple H y Stephanie McMahon (The Authority) burlándose de la audiencia por no conseguir lo que querían en el evento. Cuando Daniel Bryan salió y los confrontó por no haber estado insertado en el Rumble Match y luego exigió que se le insertara en el Elimination Chamber Match y se negó a abandonar el ring hasta que lo hicieron, él fue atacado por The Shield, pero luego fue salvado por John Cena y Sheamus. Como resultado, Bryan, Cena y Sheamus se unieron más tarde para enfrentar a The Shield en una lucha de equipos en la que los tres miembros del equipo ganador clasificarían para participar en el Elimination Chamber Match (en el que Randy Orton defendería su Campeonato Mundial Peso Pesado de la WWE) en el pago por visión epónimo. Durante esa lucha, The Wyatt Family interfirió, causando que The Shield fuera descalificado y por lo tanto Bryan, Cena y Sheamus clasificaron para el Elimination Chamber Match. Cesaro y Christian también clasificaron para el Elimination Chamber Match al derrotar a Dolph Ziggler y Jack Swagger respectivamente. Por costarles los lugares en el Elimination Chamber Match, The Shield juró venganza contra The Wyatt Family, lo que instaló una lucha entre ambos grupos en el pago por visión Elimination Chamber.
En Elimination Chamber, Randy Orton retuvo su Campeonato Mundial Peso Pesado de la WWE al ganar el Elimination Chamber Match contra Daniel Bryan, John Cena, Cesaro, Christian y Sheamus. Durante el Elimination Chamber Match, The Wyatt Family interfirió nuevamente para provocar la eliminación de Cena de la lucha. Este configuró a Orton contra Batista por el Campeonato Mundial Peso Pesado de la WWE en WrestleMania XXX. También en Elimination Chamber, Batista derrotó a Alberto Del Rio, con la reacción negativa de la audiencia a Batista continuando, incluso incitando a la audiencia a animar a Del Río. Mientras tanto, Bray Wyatt fue victorioso una vez más con The Wyatt Family derrotando a The Shield.